# やったぜムキムキ大作戦
やったぜムキムキ大作戦（Butch Cassidy）は、1973年9月8日から12月1日までNBCで放送されたアメリカ合衆国のテレビアニメ。ハンナ・バーベラ・プロダクションによるアニメーション制作。日本での初放送時期は不明だが、ザッツTVグラフィティによるとこのタイトルで放送されたとされるが放送時期が書かれていないため不明。東京12チャンネル（テレビ東京）では「ブッチのムキムキ大作戦」というタイトルで1978年4月4日から4月18日まで放送された後、1979年5月14日から5月30日まで再放送された。

## キャラクター
ブッチ・キャシディは、高校生4人組の大人気バンドグループ。あるときは、スーパーヒーローとして悪いやつらを倒すことが物語の基本となっている。
ブッチ
声 - ロイド・チップ・ハンド二世
バンドグループのリーダー、リード・ボーカルとリード・ギターの担当。ソクラテスと連絡を取り合うとき、本部から離れているときだけ指輪の通信機をつける。
ウォーリー
声 - ミッキー・ドレンツ
ドラムの担当、巻き毛をしている。
ステファニー
声 - クリスティーナ・ホランド
ステフィーという愛称を持ち、賢い頭脳を持った少女。ベースギターの担当。
メリリー
声 - ジュディ・ストランギス
ブロンド美少女、タンバリンの担当。
エルヴィス
声 - フランク・ウェルカー
ウォーリーが飼っているペットの犬。
ソクラテス
声 - ジョン・スティーブンソン
ブッチたちに指令を届けるコンピューター、犬アレルギーである。

## エピソード
| 話数 | サブタイトル                | 放送日        |
| ---- | --------------------------- | ------------- |
| 1    | The Scientist               | 1973年 9月8日 |
| 2    | The Counterfeiters          | 9月15日       |
| 3    | One of Our Ships Is Missing | 9月22日       |
| 4    | Double Trouble              | 9月29日       |
| 5    | The Pearl Caper             | 10月6日       |
| 6    | The Gold Caper              | 10月13日      |
| 7    | Road Racers                 | 10月20日      |
| 8    | Hong Kong Story             | 10月27日      |
| 9    | Operation G-Minus           | 11月3日       |
| 10   | Orient Express              | 11月10日      |
| 11   | The Parrot Caper            | 11月17日      |
| 12   | The Super Sub               | 11月24日      |
| 13   | The Haunted Castle          | 12月1日       |